# والنتین دمیاننکو
والنتین دمیاننکو (انگلیسی: Valentin Demyanenko؛ زادهٔ ۲۳ اکتبر ۱۹۸۳) قایقران کانو اهل اوکراین-جمهوری آذربایجان است.
وی در مسابقات کشوری و بین‌المللی در مجموع برندهٔ ۷ مدال طلا، ۶ مدال نقره شده‌است.